# Maladera girardi
Maladera girardi är en skalbaggsart som beskrevs av Keith och Ahrens 2002. Maladera girardi ingår i släktet Maladera och familjen Melolonthidae. Inga underarter finns listade i Catalogue of Life.